# Pleurothallis palliolata
Pleurothallis palliolata là một loài thực vật có hoa trong họ Lan. Loài này được Ames miêu tả khoa học đầu tiên năm 1922.